# Belgrad XI
Die Fußballmannschaft Belgrad XI war eine Auswahl Belgrader Fußballspieler, die an zwei Turnieren des Messepokals teilnahm.
Teilnehmen sollte jeweils die beste Fußballmannschaft einer Messestadt. Da aber die Regeln nur ein einziges Team aus jeder Stadt zuließen, wurde aus den Vereinen Roter Stern-, Partizan-, Radnički- und OFK Belgrad beschlossen, ein Team nur für dieses Turnier zu schaffen. 
Bei der ersten Teilnahme 1958–60 schaffte es die Auswahl bis ins Halbfinale. Gegen den CF Barcelona war aber Endstation.

## Bilanz im Messepokal
| Saison    | Wettbewerb        | Runde         | Gegner            | Gesamt | Hin             | Rück    |
| --------- | ----------------- | ------------- | ----------------- | ------ | --------------- | ------- |
| 1958–1960 | Messestädte-Pokal | 1. Runde      | FC Lausanne-Sport | 11:40  | 6:1 (H)         | 5:3 (A) |
| 1958–1960 | Messestädte-Pokal | Viertelfinale | FC Chelsea        | 4:2    | 0:1 (A)         | 4:1 (H) |
| 1958–1960 | Messestädte-Pokal | Halbfinale    | CF Barcelona      | 2:4    | 1:1 (H)         | 1:3 (A) |
| 1960/61   | Messestädte-Pokal | 1. Runde      | Leipzig XI        | 8:6    | 2:5 (A)         | 4:1 (H) |
| 1960/61   | Messestädte-Pokal | 1. Runde      | Leipzig XI        | 8:6    | 2:0 in Budapest |         |
| 1960/61   | Messestädte-Pokal | Viertelfinale | Inter Mailand     | 1:5    | 0:5 (A)         | 1:0 (H) |

Gesamtbilanz: 11 Spiele, 6 Siege, 1 Unentschieden, 4 Niederlagen, 26:21 Tore (Tordifferenz +5)